# Ereignisprotokoll
Das Ereignisprotokoll (englisch event log) bezeichnet in Betriebssystemen der Windows-NT-Familie eine zentrale Sammlung von Logdateien und kann über die Ereignisanzeige (englisch Event Viewer) eingesehen oder mit der EventLog-Klasse programmatisch angesteuert werden. Die Dateien werden von einem Systemdienst verwaltet, den der Prozess Services aus der Dynamic Link Library Eventlog lädt.
Zu den protokollierten Ereignissen können beispielsweise fehlgeschlagene Anmeldeversuche, Statusänderungen der Netzwerkverbindungen, Warnungsmeldungen über die Systemsicherheit und Fehler bei der Einrichtung von Treibern oder beim Starten von Diensten gehören. Zu jedem Ereignis werden die Art des Ereignisses, die Ereignisquelle sowie Datum und Uhrzeit festgehalten. Als Ereignisquellen werden „Anwendung“ (Ereignisse innerhalb von Anwendungsprogrammen), „System“ (Ereignisse innerhalb des Betriebssystems) und „Sicherheit“ (Ereignisse, die für die Systemsicherheit relevant sind) unterschieden.
Mitunter wird das Ereignisprotokoll von Support-Betrügern missbraucht, um gravierende Fehler vorzutäuschen.